# Linopherus paucibranchiata
Linopherus paucibranchiata é uma espécie de anelídeo pertencente à família Amphinomidae.
A autoridade científica da espécie é Fauvel, tendo sido descrita no ano de 1932.
Trata-se de uma espécie presente no território português, incluindo a sua zona económica exclusiva.